# 陳春撰
陳春撰（越南语：／，1849年—1923年），越南阮朝將領。
陳春撰是清化省人，擔任過阮朝的左翼將軍、提督，為尊室說的親信。1885年，因為法國殖民者欺壓阮朝朝廷，尊室說決定將其驅逐，派遣陳春撰率軍乘夜突襲法軍在鎮平臺（又稱芒個）的兵營，但失敗，陳春撰逃亡清化。
尊室說奉咸宜帝出逃廣治省，隨後發起勤王運動。陳春撰得知此消息後，同丁功壯、范澎一起在清化省發動巴亭起義。法國殖民者久攻不下，便挖掘了陳春撰的祖墳，將祖、父遺骨暴屍示眾，威脅說若陳春撰不投降，就要把遺骨投入江中，陳春撰不為所動。
巴亭起義失敗後，投奔尊室說。後與尊室說一同出奔萊州，再後一同流亡到中國龍州。同慶帝派人招降，並承諾會赦免其罪，但陳春撰不為所動。1923年，客死於中國。
今日河內市和胡志明市都有街道以他的名字命名。